# 38gy busz (Budapest)
A budapesti 38-as (gyors 38-as) jelzésű autóbusz a Csepel, Szent Imre tér és a Csepel, Autógyár között közlekedett. A vonalat a Budapesti Közlekedési Vállalat üzemeltette.

## Története
1969. december 1-jén 138-as jelzéssel gyorsjárat indult Csepel, Tanácsház tér (ma Szent Imre tér) és a szigetszentmiklósi autógyár között. 1977. január 3-án a 38-as jelzést kapta.
1995. december 22-én a 38-as megszűnt, egy évvel később a 38-as busz Lakihegyig rövidült, helyettük Volán-járatok indultak Szigetszentmiklós felé.

## Útvonala
| Csepel, Autógyár felé                                                                                       | Csepel, Szent Imre tér felé                                                                                 |
| --- | --- |
| Csepel, Szent Imre tér vá. – Szent Imre tér – II. Rákóczi Ferenc út – Szigethalmi út – Csepel, Autógyár vá. | Csepel, Autógyár vá. – Szigethalmi út – II. Rákóczi Ferenc út – Szent Imre tér – Csepel, Szent Imre tér vá. |

## Megállóhelyei
Az átszállási kapcsolatok között az azonos útvonalon közlekedő 38-as busz nincs feltüntetve!
| 0                                                  | Csepel, Szent Imre tér végállomás            | 25 | Csepeli HÉV 38A, 48, 48A, 51, 52, 59, 59A, 71, 79, 138, 152, 159 |
| ∫                                                  | Koltói Anna utca                             | 24 | Csepeli HÉV 38A, 48, 48A, 51, 52, 59, 59A, 71, 79, 138, 152, 159 |
| 2                                                  | II. Rákóczi Ferenc út (↓) Szent Imre tér (↑) | 22 | Csepeli HÉV 38A, 48, 48A, 51, 52, 59, 59A, 71, 79, 138, 152, 159 |
| 5                                                  | Csepel, HÉV-állomás                          | 20 | Csepeli HÉV 38A, 138                                             |
| 12                                                 | Vízművek II.                                 | 13 | 38A, 138                                                         |
| Budapest–Szigetszentmiklós közigazgatási határa    |                                              |    |                                                                  |
| Szigetszentmiklós–Halásztelek közigazgatási határa |                                              |    |                                                                  |
| 18                                                 | Halásztelek, Kisgyár utca                    | 7  | 38A                                                              |
| 19                                                 | Kossuth Lajos utca                           | 6  | 38A                                                              |
| 20                                                 | Diófa sor                                    | 5  |                                                                  |
| 21                                                 | Hangárok                                     | 4  |                                                                  |
| Halásztelek–Szigethalom közigazgatási határa       |                                              |    |                                                                  |
| 23                                                 | Pestvidéki Gépgyár                           | 2  |                                                                  |
| 24                                                 | HÉV átjáró (↓) Rendelőintézet (↑)            | 1  |                                                                  |
| 25                                                 | Csepel, Autógyár végállomás                  | 0  | Ráckevei HÉV                                                     |